# Enes Erkan
Enes Erkan (Adapazarı, 10 de maig de 1987) és un karateca turc campió europeu (2013, 2014) i del món (2012, 2014), representant Turquia en kumite +84 kg. També va guanyar la medalla d'or als Jocs Europeus de 2015 a Bakú.